# Louis Nix III
Louis Nix III (Jacksonville, 31 luglio 1991 – Jacksonville, febbraio 2021) è stato un giocatore di football americano statunitense che ha giocato nel ruolo di defensive tackle per i Jacksonville Jaguars della National Football League. In precedenza, a livello universitario, aveva giocato a football per i Fighting Irish dell'Università di Notre Dame. Si è auto-soprannominato "Irish Chocolate".

## Carriera universitaria
Dopo aver giocato a football per la William M. Raines High School, ai tempi della quale fu eletto All-State Defensive lineman e classificato da Rivals.com al 7º posto tra i migliori prospetti della nazione nel ruolo di defensive tackle, Nix decise di giocare per l'Università di Notre Dame, nonostante le proposte ricevute da squadre di altri importanti atenei come i Florida State Seminoles, i Florida Gators o i Miami Hurricanes.
Nel 2010 come freshman, non disputò alcun incontro, mentre l'anno seguente fu impiegato in 11 partite nel ruolo di nose guard titolare (disputandone in aggiunta altre due partendo dalla panchina), mettendo a referto 45 tackle (inclusi 4,5 con perdita di yard) e 0,5 sack. Nel 2012 furono nuovamente 11 su 13 le partite in cui Nix scese in campo da titolare, guidando la defensive line dei Fighting Irish con 50 tackle (7,5 con perdita di yard) e 2 sack. Le sue prestazioni, unite a quelle di atleti come Manti Te'o, permisero a Notre Dame di avanzare sino al BCS Championship Game, perso nettamente contro gli Alabama Crimson Tide, in cui Nix mise a segno 5 tackle di cui 2 con perdita di yard.

### Vittorie e premi

#### Individuale
- Third Team All-American: 1

2012
- Notre Dame Moose Krause Defensive Lineman of the Year: 1

2012

## Carriera professionistica

### Houston Texans
Durante il corso del 2013 Nix fu inserito tra i migliori prospetti eleggibili nel Draft NFL 2014, venendo pronosticato per una chiamata al primo giro. Tuttavia a sorpresa fu saltato da molte squadre e scese sino al terzo giro, dove fu quindi selezionato come 83º assoluto dagli Houston Texans.

## Morte
Il 24 febbraio 2021 fu segnalata la scomparsa di Nix. La sua auto fu trovata in uno stagno nei pressi del suo appartamento a Jacksonville. Il 27 febbraio fu dichiarato morto. La causa della morte fu annegamento. Fu trovato alcool all'interno del suo corpo.

## Statistiche
| Partite totali      | 4   |
| Partite da titolare | 0   |
| Tackle              | 0   |
| Sack                | 0,0 |
| Intercetti          | 0   |
| Fumble forzati      | 0   |

Statistiche aggiornate alla stagione 2016